# Pellona
Pellona – rodzaj ryb promieniopłetwych z rodziny Pristigasteridae.

## Rozmieszczenie geograficzne
Do rodzaju należą gatunki występujące w wodach Oceanu Indyjskiego i zachodniego Oceanu Spokojnego oraz w słodkich wodach Ameryki Południowej. 

## Morfologia
Długość ciała do 80 cm; masa ciała (największa opublikowana) 7,1 kg. 

## Systematyka
Rodzaj zdefiniował w 1847 roku francuski zoolog Achille Valenciennes w publikacji której współautorem był francuski przyrodnik Georges Cuvier zatytułowanej Historia naturalna ryb. Gatunkiem typowym jest (późniejsze oznaczenie) P. flavipinnis.

### Etymologia
- Pellona: argentyńska nazwa z Buenos Aires dla Pellona flavipinnis, najwyraźniej od hiszp. pelón ‘łysy’[6].
- Neosteus: gr. νεος neos ‘nowy’[7]; οστεον osteon ‘kość’[8]. Gatunek typowy (późniejsze oznaczenie)[9] Pellona ditchela Valenciennes, 1847.

### Podział systematyczny
Do rodzaju należą następujące gatunki:
- Pellona altamazonica Cope, 1872
- Pellona castelnaeana Valenciennes, 1847
- Pellona dayi Wongratana, 1983
- Pellona ditchela Valenciennes, 1847 – pelonka[10]
- Pellona flavipinnis (Valenciennes, 1837)
- Pellona harroweri (Fowler, 1917)
- Pellona mayrinki (Pinto, 1972)